# 香妻琴乃
香妻 琴乃（こうづま ことの、1992年4月17日 - ）は、日本の女子プロゴルファー。鹿児島県鹿屋市出身。サマンサグローバル所属。

## 来歴
3歳からゴルフを始める。幼少期は横峯良郎が主宰する「めだかクラブ」で弟の陣一朗や横峯さくら、出水田大二郎らと共に練習に励んだ。
中学3年の1月からは宮崎県宮崎市にある日章学園中学校・高等学校において父親をコーチに練習を重ね、アマチュア・ジュニアの大会で好成績を挙げた。また、高校2年からはJGAナショナルチームの一員として国際大会にも参加した。
2011年7月、日本女子プロゴルフ協会プロテストに一発合格しプロ転向。2014年には「サマンサタバサレディース」と「ミズノクラシック」でプレーオフに進出するも破れて2位に終わったが、たびたび優勝争いを演じ、ツアー初優勝こそ逃したものの賞金ランキング19位で初のシード権を獲得した。2015年は前半戦は腰痛に苦しんだが後半戦で追い上げ、賞金ランキング48位で2年連続賞金シード権を獲得した。2016年は好不調の波が激しく、4戦でトップ10入りする一方、18試合で予選落ちを喫し、賞金ランキング52位でシード権を失った。
2017年は前半トップ10入りが2回あったが、16試合で予選落ち。後半では、同試合で大叩きした次の日に好スコアなど、日によって良い悪いが目立った。賞金ランキングも63位でシード権を獲得できず、QTもサードQTで敗退となり、2018年シーズンはステップアップツアーと推薦がもらえたレギュラーツアーの中で、戦わなくてはならない状況となった。
2018年「全米女子オープン」の出場権をかけた最終予選会にて上位4人に入り本選に出場した。9月のマンシングウェアレディース東海クラシックでは最終日に8バーディーを奪うなど「64」で回り、通算15アンダーでプロ入り8年目にして念願のツアー初優勝を果たした。ステップアップツアーを主戦場としてスタートしたシーズンだったが、最終的には賞金ランキング46位とシード権を獲得することができた。
2019年は腰、肩の故障に苦しんだ。31試合に出場し 19試合予選落ち、1試合棄権、トップ10入りなしでシーズンを終えた。賞金ランキング103位でファイナルQTに臨んだが、結果は55位で来季前半戦のフル出場を逃した。2020年の前半戦は、QT順位で下りてくる2～3試合と推薦でのレギュラーツアーとステップ・アップ・ツアーでの戦いになる見込み。
2024年11月に行われたクォリファイングトーナメント(QT)のFinal STAGEで26位に入り、2025年前半はレギュラーツアーに参戦できることになった。

## おもな戦歴

### アマチュア
- 2008年 日本女子アマチュアゴルフ選手権競技 メダリスト（予選ラウンド1位）
- 2009年 九州女子選手権 優勝
- 2010年 全国高等学校ゴルフ選手権春季大会 2位
- 2010年 日本ジュニアゴルフ選手権競技 女子15歳～17歳の部 2位

### プロ
- 2013年 ANA PRINCESS CUP 優勝 ※ステップ・アップ・ツアー
- 2014年 サイバーエージェントレディスゴルフトーナメント 4位
- 2014年 サマンサタバサ ガールズコレクション・レディーストーナメント 2位 ※ホステスプロ
- 2014年 カストロールレディース 2位 ※ステップアップツアー
- 2014年 ニトリレディス 7位
- 2014年 ゴルフ5レディスプロゴルフトーナメント 5位
- 2014年 中国新聞ちゅーピーレディースカップ 優勝 ※ステップアップツアー
- 2014年 マスターズGCレディース 5位
- 2014年 ミズノクラシック 2位
- 2014年 LPGAツアー選手権リコーカップ 6位
- 2015年 ニトリレディス 10位
- 2015年 日本女子オープン 6位
- 2015年 スタンレーレディス 5位
- 2016年 ダイキンオーキッドレディス 10位
- 2016年 CAT Ladies 8位
- 2016年 ニトリレディス 8位
- 2016年 ミヤギテレビ杯ダンロップ女子オープンゴルフトーナメント 5位
- 2017年 フジサンケイレディスクラシック 10位
- 2017年 アース・モンダミンカップ 7位
- 2018年 ラシンク・ニンジニア／RKBレディース 7位 ※ステップアップツアー
- 2018年 九州みらい建設グループレディースゴルフトーナメント 4位 ※ステップアップツアー
- 2018年 CATレディースゴルフトーナメント 6位
- 2018年 ゴルフ5レディスプロゴルフトーナメント 10位
- 2018年 マンシングウエア東海クラシック 優勝
- 2018年 LPGAツアーチャンピオンシップ 10位
- 2020年 山陽新聞レディースカップ 6位 ※ステップアップツアー
- 2020年 かねひで美やらびオープン 2位 ※ステップアップツアー
- 2023年 エイジェックLady Go Cup inとちぎ 優勝 ※ダブルストーナメントLady Goカップ ※森美穂プロとのペアにて

## 契約先
- 所属、ウェア - サマンサタバサ[2]
- クラブ、ボール - ダンロップスポーツ[3]
- スポンサー - Mercedes-Benz JAL KOSE NIKE 住友ゴム工業
- 所属事務所 - ダンロップスポｰツエンタｰプライズ

## 年度別成績
| 年 度  | 出場試合数 | 獲得賞金     | 賞金順位 | 最高成績 |
| ------ | ---------- | ------------ | -------- | -------- |
| 2011年 | 2試合      | 0円          | 157位    | 予選落ち |
| 2012年 | 30試合     | 1038万0833円 | 62位     | 12位T    |
| 2013年 | 10試合     | 156万8000円  | 112位    | 27位T    |
| 2014年 | 22試合     | 4751万9825円 | 19位     | 2位      |
| 2015年 | 31試合     | 1956万9833円 | 48位     | 5位T     |
| 2016年 | 33試合     | 1953万6250円 | 52位     | 5位      |
| 2017年 | 33試合     | 1621万3000円 | 63位     | 7位      |
| 2018年 | 22試合     | 2437万3333円 | 46位     | 優勝     |
| 2019年 | 31試合     | 490万7000円  | 103位    | 23位T    |

## その他 情報
- 師弟関係=父
- 趣味=音楽鑑賞 ヨガ 釣り
- 愛車=メルセデス・ベンツ GLE 400（メルセデス・サポート契約を結び、車両の無償貸与による）
- 経歴=日章学園高等学校卒業
- 実家=鹿児島県鹿屋市で居酒屋「琴陣縁」を営んでいる

## メディア出演
- 香妻琴乃のスマイルGOLF（BS11、2017年4月7日 - ）
- ウルトラマンDASH（日本テレビ系列、2019年1月1日）
- ゴルフの女神（BSテレ東、2019年2月24日）